# Косью (притока Ілича)
Косью́ (рос. Косью) — річка в Республіці Комі, Росія, права притока річки Ілич, правої притоки річки Печора. Протікає територією Троїцько-Печорського району.
Річка протікає на південь, південний схід, південний захід, південний схід, схід та північний схід.
Притоки:
- праві — Косьюєль, без назви (довжина 12 км[1])